# حسام كامل
حسام محمد كامل محمود وشهرته الدكتور حسام كامل هو الرئيس الأسبق لـ جامعة القاهرة  ، وأستاذ أمراض الدم بقسم طب الأورام بكلية الطب ، وكيل المعهد القومي للأورام الأسبق.

## مولده ونشأته
حسام كامل هو من مواليد محافظة القاهرة عام 1953.

## التعليم
من عام 1959 وحتى عام 1971 تلقى حسام كامل التعليم الأساسي بـالمدرسة الألمانية الإنجيلية بالقاهرة، وحصل على شهادة الثانوية العامة عام 1971.
حصل حسام كامل على بكالوريوس الطب والجراحة عام 1977 من كلية الطب جامعة القاهرة تقدير جيد جداً مع مرتبة الشرف، والماجستير في أمراض الدم ( بالانجليزية : Hematology ) عام 1983 ، والدكتوراه من جامعة إسن في ألمانيا ( بالانجليزية : University of Essen ) 

## التدرج الأكاديمي
عمل حسام كامل مدرساً مساعداً من عام 1985 ، ثم مدرساً من عام 1987 ، ثم أستاذاً مساعداً من عام 1992 ، وحصل على درجة الأستاذية في عام 1997.

## الخبرات الوظيفية
شغل حسام كامل عدة مناصب ووظائف منها:
- نائب رئيس جامعة القاهرة لشئون الدراسات العليا والبحوث في عام 2006.[6]
- مستشار لوزير التعليم العالي لشئون الجامعة الألمانية في عام 2005.
- وكيل المعهد القومي للأورام لشئون خدمة المجتمع وتنمية البيئة في عام 2004.
- رئيس صندوق العلاج الطبي لأسر أعضاء هيئة التدريس والهيئة المعاونة في جامعة القاهرة.
- رئيس لجنة قطاع العلوم الطبية بمجلس الجامعات الخاصة في مصر.

## الإنجازات العلمية
أشرف حسام كامل على 37 رسالة دكتوراه و 9 رسائل ماجيستير وله 53 بحثًا منشورًا في المجلات العلمية المصنفة دولياً ، إلى جانب 34 بحثًا في المجلات العلمية المحلية، و50 بحثًا في مؤتمرات دولية، وبراءة إختراع في مجال جزئيات النانو للحديد لعلاج الأنيمياء، وشارك في أربع كتب علمية في انجلترا وألمانيا والولايات المتحدة الأمريكية وهو عضو بعدد من الجمعيات العلمية الدولية والمحلية.
- أسس أول مدرسة علمية رائدة في مجال زراعة نخاع العظام في مصر وأفريقيا والشرق الأوسط.[11]
- أنشأ أول وحدة لزراعة النخاع بـمعهد ناصر عام 1988 بعد عودته من ألمانيا.[12]
- أدخل تكنولوجيا الخلايا الجذعية الطرفية عام 1994 وتكنولوجيا زراعة خلايا الحبل السري.

## الجوائز والتكريمات

### جائزة الدولة التقديرية
في عام 2012 تم إعلان فوز حسام كامل بـجائزة الدولة التقديرية  وتكريمه في عيد العلم  عام 2013 ؛ تقديراً لما قدمه لـجامعة القاهرة خلال رئاسته للجامعة، وماقدمه للبحث العلمي في مجال زراعة نخاع العظام والخلايا الجذعية؛ وتم ذلك بعد ترشيحه من الأكاديمية المصرية للعلوم لنيل جائزة الدولة التقديرية.

### وسام العلوم والفنون من الطبقة الأولى
أصدر رئيس الجمهورية قراراً جمهورياً في ديسمبر من عام 2014 بمنح حسام كامل وسام العلوم والفنون من الطبقة الأولى ضمن مجموعة من العلماء والأساتذة المصريين تقديراً لجهودهم البحثية التي أثرت مجال البحث العلمي، فضلاً عن تطبيقاتها المفيدة في العديد من المجالات.
- حصل علي جائزة جامعة القاهرة للبحوث في مجال زراعة الأنسجة عام 1991.
- حصل علي لقب الطبيب المثالي لـمعهد الأورام القومي من نقابة أطباء القاهرة عام 2000.